# Jaleco
Jaleco Ltd (株式会社ジャレコ Kabushiki Kaisha Jareko?) var namnet på två olika, men tidigare länkade, japanska datorspelföretag som nu är avvecklade.
Den ursprungliga Jaleco Ltd grundades 1974. År 2006 beslutade den att bli ett rent holdingbolag genom att byta namn till sig Jaleco Holding och dela upp sin datorspelverksamhet till ett nybildat dotterbolag som tog sitt tidigare namn Jaleco Ltd. Under 2009 har Jaleco Holding sålde Jaleco Ltd till Game Yarou och ändrade sedan sitt eget namn till Emcom Holdings.

### Fotnoter
1. ↑  hämtat från: engelskspråkiga Wikipedia.[källa från Wikidata]
2. ↑  läs online, www.watch.impress.co.jp  .[källa från Wikidata]
3. 1 2  hämtat från: japanskspråkiga Wikipedia.[källa från Wikidata]